# Endgame (álbum de Rise Against)
Endgame é o sexto álbum de estúdio da banda Rise Against, lançado a 15 de Março de 2011.

## Faixas
Todas as letras escritas por Tim McIlrath, toda a música composta por Tim McIlrath, Joe Principe, Brandon Barnes e Zach Blair.
1. "Architects" - 3:42
2. "Help Is on the Way" - 3:57
3. "Make It Stop (September's Children)" - 3:55
4. "Disparity by Design" - 3:49
5. "Satellite" _ 3:59
6. "Midnight Hands" - 4:18
7. "Survivor Guilt" - 4:00
8. "Broken Mirrors" - 3:55
9. "Wait for Me" - 3:40
10. "A Gentlemen's Coup" -	3:46
11. "This Is Letting Go" -	3:41
12. "Endgame" - 3:24

| Críticas profissionais | Críticas profissionais |
| Avaliações da crítica  | Avaliações da crítica  |
| Fonte                  | Avaliação              |
| ---------------------- | ---------------------- |
| AbsolutePunk.net       | (78%)                  |
| Rock Sound             | [ 3 ]                  |
| Alternative Press      | [ 4 ]                  |
| BLARE Magazine         | [ 5 ]                  |
| CultureTease           | (7/10)                 |
| IGN                    | [ 7 ]                  |
| Crave Online           | [ 8 ]                  |
| Spin                   | [ 9 ]                  |
| Rolling Stone          | [ 10 ]                 |
| This Ear Speaks        | [ 11 ]                 |

## Desempenho nas paradas musicais
| Parada musical (2011)                        | Posição |
| -------------------------------------------- | ------- |
| Austrália - ARIA                             | 2       |
| Canadá - Canadian Albums Chart               | 1       |
| Reino Unido - UK Rock Album Chart            | 1       |
| Reino Unido - UK Official Top 40 Album Chart | 27      |
| Nova Zelândia - Official Top 40 Albums       | 6       |
| Estados Unidos - Billboard 200               | 2       |

## Créditos
- Tim McIlrath – Vocal, guitarra
- Joe Principe – Baixo, vocal de apoio
- Brandon Barnes – Bateria, percussão, vocal de apoio
- Zach Blair – Guitarra, vocal de apoio